# Château de Longchamp
Château de Longchamp je zámek na území dnešní Paříže v 16. obvodu. Nachází se v Boulogneském lese mezi hipodromem Longchamp (na jihu) a hřištěm Bagatelle (na severu). Zámek postavil v polovině 19. století architekt Gabriel-Jean-Antoine Davioud z nařízení barona Haussmanna. Je v majetku města Paříže a od roku 2015 v něm sídlí francouzská nadace GoodPlanet.

## Historie
Baron Haussmann se během přestavby Paříže staral i o rozvoj Boulogneského lesa, který Napoleon III. daroval městu Paříži. Patřila sem i planina Longchamp, kterou se rozhodl připojit k Boulogneskému lesu. Na jižní části pláně se dříve nacházelo královské opatství Longchamp, které bylo zničeno během Francouzské revoluce, a kde v roce 1854 vzniklo dostihové závodiště Longchamp. V severní části podél Seiny byly všechny stavby, které stály na bývalém panství opatství, vyvlastněny a strženy. Zde vzniklo hřiště Bagatelle. Na pozemku, který se nachází severně od dostihové dráhy, stál dům zvaný „Dantandův dům“ podle svého majitele.
Baron Haussman původně zamýšlel tuto rezidenci pro nového prince Napoleona Ludvíka Evžena, narozeného v roce 1856. Jeho matka císařovna Evženie měla jako letní rezidenci zámek Bagatelle, který se nachází jen o něco dále na sever. Haussmann vyzval svého spolupracovníka, architekta Gabriela Daviouda, aby zámek Longchamp přestavěl. Davioud vytvořil pavilon s dvěma podlažími a podkrovím, se dvěma nízkými přízemními křídly s terasou na každé straně. Stará věž, bývalý holubník, u nově postaveného zámku zůstala zachována. Byla obnovena v roce 1857 během výstavby parku a získala falešný vzhled středověké obranné věže.
Pařížská městská rada odhlasovala, že vedle správy zámku, jeho údržba a mobiliář, stejně jako údržba parku, bude odpovědností města. Baron Haussman využíval zámek jako letní sídlo až do svého odjezdu v lednu 1870. V červnu 1869 zde přijal na večeři egyptského místokrále Ismaila Pašu.
Zámek následně na čas pronajalo město Paříž podnikateli, zakladateli Grands Magasins du Louvre, Alfredu Chauchardovi. Ten nechal, poté co bylo panství v roce 1899 připojeno k elektrické síti, nainstalovat ve „středověké“ věži, která sloužila jako vyhlídka, výtah.
Následně byl zámek opuštěn a chátral. Kolem roku 1910 byl restaurován a poté se stala majetkem a sídlem parfuméra Françoise Cotyho, jehož továrna se nacházela nedaleko v Suresnes. Ten se v meziválečném období rozhodl nechat jej zbourat, a postavit zde novou budovu, současný pavilon.
Když v roce 1934 zemřel, budova byla ještě ve výstavbě; definitivně byla novostavba dokončena až po válce, koncem 40. let 20. století.
Město Paříž, opět jako vlastník, jej dalo k dispozici Mezinárodnímu dětskému centru (Centre international de l'enfance) založenému v roce 1949 francouzskou vládou a OSN na popud francouzského pediatra Roberta Debrého a polského bakteriologa Ludwika Rajchmana. Účelem tohoto centra bylo studovat zdravotní problémy dětí ve světě a školit lidi, kteří se o ně zajímají. Mezinárodní dětské centrum opustilo zámek v roce 1996.
Budovu pak měl k dispozici WWF France, ale zámek zůstal neobsazený déle než 25 let. V roce 2015 svěřil pařížský starosta zámek a jeho panství nadaci GoodPlanet na dobu 30 let. Poté byla provedena rozsáhlá renovace zámku a panství za cenu 6 milionů eur, kterou financovali mecenáši a subkoncesionáři, WWF France a Noctis.

## Architektura
Jedná se o stavbu z bílého kamene s klasicistním frontonem s plochou 2500 m2 obklopenou tříhektarovým parkem. Budova byla dokončena na konci 40. let 20. století a od původního pavilonu se značně liší.